# Soliera
Soliera ist eine italienische Gemeinde (comune) mit 15.579 Einwohnern (Stand 31. Dezember 2023) in der Provinz Modena in der Emilia-Romagna.
Die Gemeinde liegt etwa 5 Kilometer südöstlich von Carpi, etwa 10 Kilometer nördlich von Modena und kann der Poebene noch zugerechnet werden. Soliera war Teil der Unione Terre d'Argine (Zusammenschluss der Gemeinden Carpi, Novi di Modena und Campogalliano).

## Geschichte
1029 wird Soliera in Ludovico Antonio Muratoris Werk Antichità Estensi erwähnt.

## Wirtschaft und Verkehr
In der Region wird der Lambrusco di Sorbara angebaut.
Ein Bahnhof an der Bahnstrecke Modena-Verona ist vorhanden.

## Gemeindepartnerschaften
Soliera unterhält eine Partnerschaft mit der spanischen Gemeinde Paiporta in der Provinz Valencia.